# Rafael Junchaya Gomez
Rafael Junchaya Gomez (født 7. december 1939 i Lima, Peru) er en peruviansk komponist og læge.
Gomez studerede komposition på Det Nationale Musikkonservatorium i Lima hos Enrique Iturriaga. Han har skrevet to symfonier, orkesterværker, koncertmusik, kammermusik, korværker, sange, solostykker for mange instrumenter etc. Han er også uddannet som læge ved Universidad Nacional Mayor de San Marcos i Lima. Gomez er far til komponisten og pianisten Rafael Leonardo Junchaya.

## Udvalgte værker
- Symfoni nr. 1 (1991) - for kammerorkester
- Symfoni nr. 2 (1997) - for orkester
- Klaverkoncert (2007) - for klaver og orkester
- Ollantaycha suite  (1975) - for orkester